# Turn It Up (Little Big e Oliver Tree)
Turn It Up è un singolo del gruppo russo Little Big e il rapper statunitense Oliver Tree, pubblicato il 2 settembre 2021 come primo estratto dal quarto EP Welcome to the Internet.
Il brano vede la partecipazione del rapper estone Tommy Cash.

## Video musicale
Il videoclip è ambientato in una casa dove si sta per svolgere una festa e ha come protagonisti Oliver Tree, Tommy Cash e due dei membri dei Little Big, Il'ja Prusikin e Sof'ja Tajurskaja. Durante lo svolgimento della narrazione, i personaggi si preparano per una celebrazione dai toni eccessivi e volutamente assurdi, salvo poi perdere i sensi durante i festeggiamenti e venire rimessi a letto, chiudendo il cerchio narrativo. Il montaggio rapido, i costumi esagerati e i colori accesi contribuiscono a rafforzare il tono satirico e anticonvenzionale del video.

## Tracce
Testi di Ilj'a Prusikin, Oliver Tree e Tommy Cash, musiche di Oliver Tree.
1. Turn It Up – 2:10

## Classifiche
| Classifica (2019) | Posizione massima |
| ----------------- | ----------------- |
| Russia            | 24                |